# Ramal Linares-Colbún
El ramal Linares-Colbún fue una línea de ferrocarril chilena de la Empresa de los Ferrocarriles del Estado, que operó en las actuales comunas de Linares, Yerbas Buenas y Colbún, en la Región del Maule. Conocido localmente como el «Tren chico», estuvo en funcionamiento entre los años 1914 y 1956. Actualmente, parte de su trayecto conforma los caminos rol L-25 y L-11.

## Historia
Desde inicios del siglo XX se planteó la idea de construir una línea férrea que pudiera acercar a los pueblos de la precordillera linarense a la red ferroviaria nacional, en especial el pueblo de Panimávida y sus famosas termas. La construcción finalmente empezó en el año 1910 y terminó en 1913, iniciándose la operación del servicio al año siguiente. El ramal destacaba por su trocha de apenas 60 centímetros de ancho.
Debido a la competencia con los microbuses y taxis, unido a la reciente pavimentación de los caminos a Yerbas Buenas y Panimávida, en mayo de 1953 el Gobierno autorizó el levantamiento de la vía. Pero el «golpe de gracia» llegó el 9 de octubre de ese mismo año con el accidente ferroviario de Yerbas Buenas: en las cercanías de esa localidad, el ferrocarril chocó con un microbús que atravesó intempestivamente el cruce del camino de Linares a Yerbas Buenas, provocando la muerte de 22 personas.
El último viaje sel tren se realizó el 20 de junio de 1954. La línea férrea se terminó de levantar en 1956.[cita requerida]